# El-Auenat
el-Auenat (in arabo لعوينات) è un'oasi e centro abitato nel Deserto libico. Si trova nel Fezzan, distretto di Ghat.
Si trova all'ingresso del Djebel Al Akakus, a 240 km a sud-ovest di Ubari e 120 km a nord di Ghat. Al Awaynat è la porta di Tadrart Acacus. Il villaggio nella lingua dei Tuareg è nominato Serdeles che significa "piccole sorgenti", lo stesso significato del nome arabo. Ha lo stesso nome della lontana e grande montagna posta ai confini tra Libia, Egitto e Sudan, dove si trovano alcune sorgenti, le uniche in un raggio di centinaia di km di pieno deserto estremo.